# Estadio Gürsel Aksel
El Estadio Gürsel Aksel (en turco: Gürsel Aksel Stadyumu) es un estadio de fútbol ubicado en la ciudad de Esmirna, Turquía. El estadio fue inaugurado el año 2020 y posee una capacidad de 20 040 asientos. El recinto es utilizado por el club Göztepe Izmir de la Superliga de Turquía.
El recinto lleva el nombre del exfutbolista Gürsel Aksel (1937-1978), que militó en el Göztepe durante toda su carrera, desde juvenil hasta profesional y posteriormente entrenador del club. Murió en una explosión en una gasolinera en Rize, a los 41 años, fue apodado Koca Kaptan (Gran Capitán) y completó un total de 390 partidos con la rojiamarilla entre 1955 y 1972.

## Historia
Göztepe SK anunció su acuerdo con TOKI, la agencia de vivienda gubernamental de Turquía, para la construcción de un estadio el 22 de febrero de 2017. El inicio de la construcción fue el 9 de septiembre de 2017, en un terreno de 12 000 m2. La capacidad proyectada inicial del estadio se anunció en 20.040, pudiendo ampliarse a 25.035. En 2020, la Agencia Anadolu informó que el costo total de construcción del estadio ascendió a los 218 millones de liras turcas.
El estadio se inauguró el 26 de enero de 2020, con el partido de la semana 19 de la temporada 2019-20 de la Süper Lig, entre Göztepe y Beşiktaş JK, el partido terminó 2-1 a favor de Göztepe SK. En el minuto 25 del partido, Halil Akbunar marcó el primer gol de la historia en el estadio Gürsel Aksel. 17.855 espectadores asistieron al partido inaugural.
La Federación Turca de Fútbol anunció el 14 de abril de 2021 que la final de la Copa de Turquía 2020-21 se llevaría a cabo en el estadio. La final se disputó el 18 de mayo de 2021 entre Antalyaspor y Beşiktaş; el partido terminó con un marcador final de 0-2, sellando el título de copa para Beşiktaş.
El 14 de junio de 2022, la Selección de fútbol de Turquía disputó su primer partido en el estadio, cuando venció a Lituania	por 2-0, en juego válido por la UEFA Nations League 2022-23.

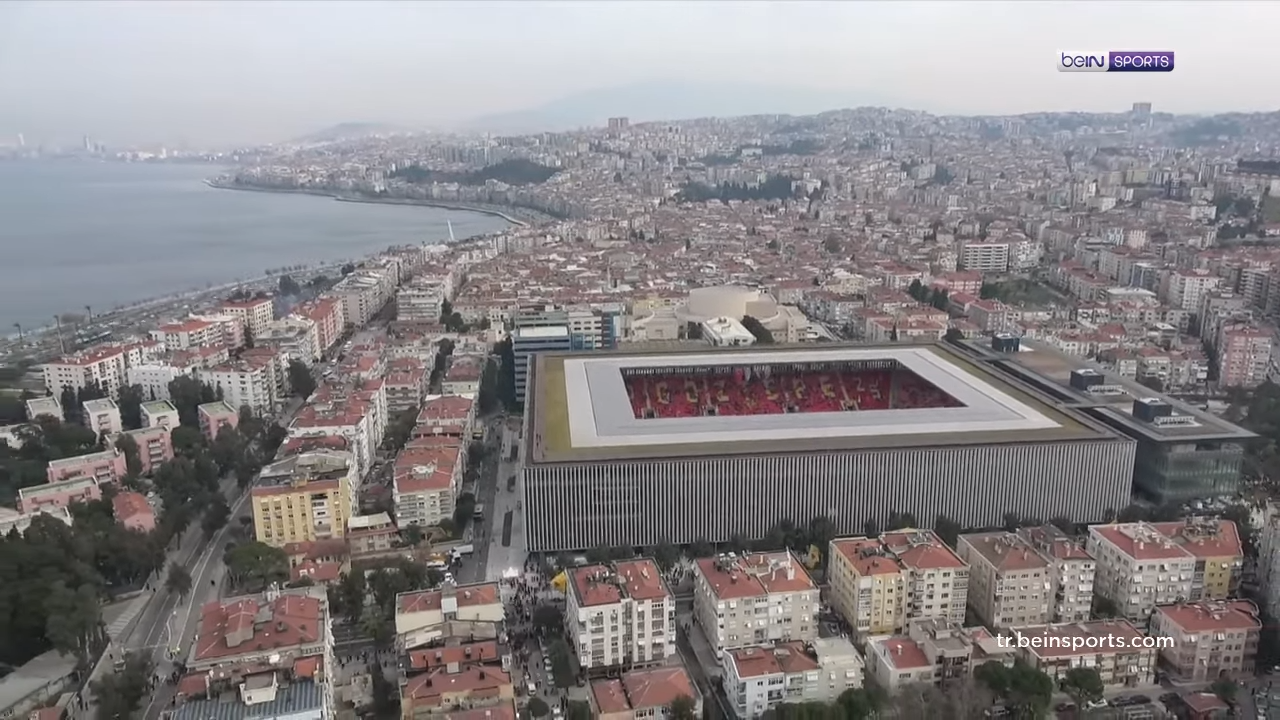
Imagen aérea